# Akut njursvikt
Akut njursvikt, akut njurinsufficiens eller akut njurskada är en njursjukdom som kännetecknas av snabbt försämrad njurfunktion. Njursvikten uppstår inom 7 dagar, kreatinin-nivåerna i blodet är ökat med minst 50 %, alternativt har urinproduktionen varit under 400ml/dygn i minst 6 timmar. och är oftast behandlingsbar. Akut njursvikt kan dock leda till kronisk njursvikt.

## Orsak
Akut njursvikt delas in i tre typer utifrån dess orsak. Prerenal njursvikt, (intra)renal njursvikt och postrenal njursvikt.

### Prerenal njursvikt
Prerenal akut njursvikt innebär att orsaken till njursvikten är otillräcklig blodförsörjning/genomblödning av njurarna. Detta kan bland annat uppstå till följd av hypotoni (lågt blodtryck; som kan bero på hypovolemi, hjärtsvikt, hjärtinfarkt, sepsis, etc.). 40–80% av alla fall av akut njursvikt är prerenal.
Även lokala blodflödesförsämringar kan ligga bakom. Orsaker till det kan vara njurartärstenos, en förträngning av blodkärlet till njuren, och njurvenstrombos, orsakad av en blodpropp i venerna som leder blodet bort från njuren.
Obehandlad prerenal njursvikt kan leda till vävnadsskada eller vävnadsdöd i njurtubuli.

### Renal njursvikt
(Intra)renal akut njursvikt innebär att orsaken till njursvikten är skada på njurvävnaden. Kan orsakas av kontrastmedel, syrebrist (akut tubulär nekros), övre urinvägsinfektion, trombotisk småkärlssjukdom, cytostatika, förgiftning med kylarvätska, svampförgiftning (exempelvis av orangebrun giftspindling), akut glomerulonefrit, sepsis, rabdomyolys, långvarigt bruk av NSAID-preparat eller ACE-hämmare. 10–50% av alla fall av akut njursvikt är renal.

### Postrenal njursvikt
Postrenal akut njursvikt innebär att orsaken till njursvikten är avflödeshinder i njure/njurar eller urinblåsa. Detta kan orsakas av tumör i blåsan, njursten eller förstorad prostata (som kan bero på benign prostatahyperplasi eller prostatacancer). Urinvägsinfektion kan även orsaka postrenal njursvikt.

## Symtom och tecken
Symtomen vid akut njursvikt beror på störningar av njurarnas normala funktion.
| Symtom                                                            | Fysiologisk orsak/förklaring till symtomet |
| ----------------------------------------------------------------- | --- |
| Uremi                                                             | Sänkt GFR (Glomerulär filtrationshastighet). |
| Minskad eller avstannad urinproduktion (oliguri respektive anuri) | Sänkt GFR. |
| Ödembildning (perifert och/eller i lungor)                        | Vätskeansamling till följd av oliguri/anuri. |
| Hjärnödem                                                         | Hyponatremi, till följd av vätskeansamlingen. |
| Hjärtarytmier                                                     | Hyperkalemi, till följd av minskad utsöndring av kalium via urinen.                                                                                 |
| Muskelryckningar, kramper                                         | Hypokalcemi och hyperfosfatemi, till följd av försämrad aktivering av vitamin D i njurarna, som behövs i tarmen för att ta upp kalcium och fosfat.  |
| Metabol acidos                                                    | Försämrad förmåga att utsöndra vätejoner. |
| Illamående, kräkningar, diarré                                    | Ökad halt avfallsämnen i kroppen (till följd av sänkt förmåga att utsöndra dem via njurarna), vilket har en förgiftande effekt på mag-tarmsystemet. |
| Trötthet, koncentrationssvårigheter, slöhet                       | Centrala nervsystemet förgiftas av den ökade halten uremiska avfallsämnen i blodet.                                                                 |
| Perikardit (hjärtsäcksinflammation)                               | Förgiftning av hjärtsäcken av uremiska avfallsämne.                                                                                                 |

### Risk för läkemedelsöverdos
Vattenlösliga läkemedel elimineras delvis via urinen. Vid kronisk njursvikt är njurens förmåga att eliminera läkemedlen från kroppen försvagad, vilket kan leda till att överdoser sker om inte läkemedelsdoseringar anpassas efter njurfunktionen. Exempel på läkemedel som utsöndras med urinen är metformin, digoxin, teofyllin och vancomycin.

## Behandling
Behandling vid prerenal och renal njursvikt är inriktad på att behandla bakomliggande orsak, normalisera cirkulation till och i njurarna, samt behandla acidosen och vätske- och elektrolytrubbningen. Postrenal njursvikt behandlas genom att avflödeshindret avlägsnas, urinkateter, nefrostomi eller J-J-kateter.
Dialys och/eller njurtransplantation blir ofta aktuellt.